# Jesus, vad skall jag dig giva
Jesus, vad skall jag dig giva är en psalm med text skriven 1884 av Lizzie De Armond och musik skriven av W. A. Post. Texten översattes till svenska 1927 av Paul Ongman.

## Publicerad som
- Segertoner 1988 som nr 609 under rubriken "Efterföljd – helgelse".[1]